# Dralion

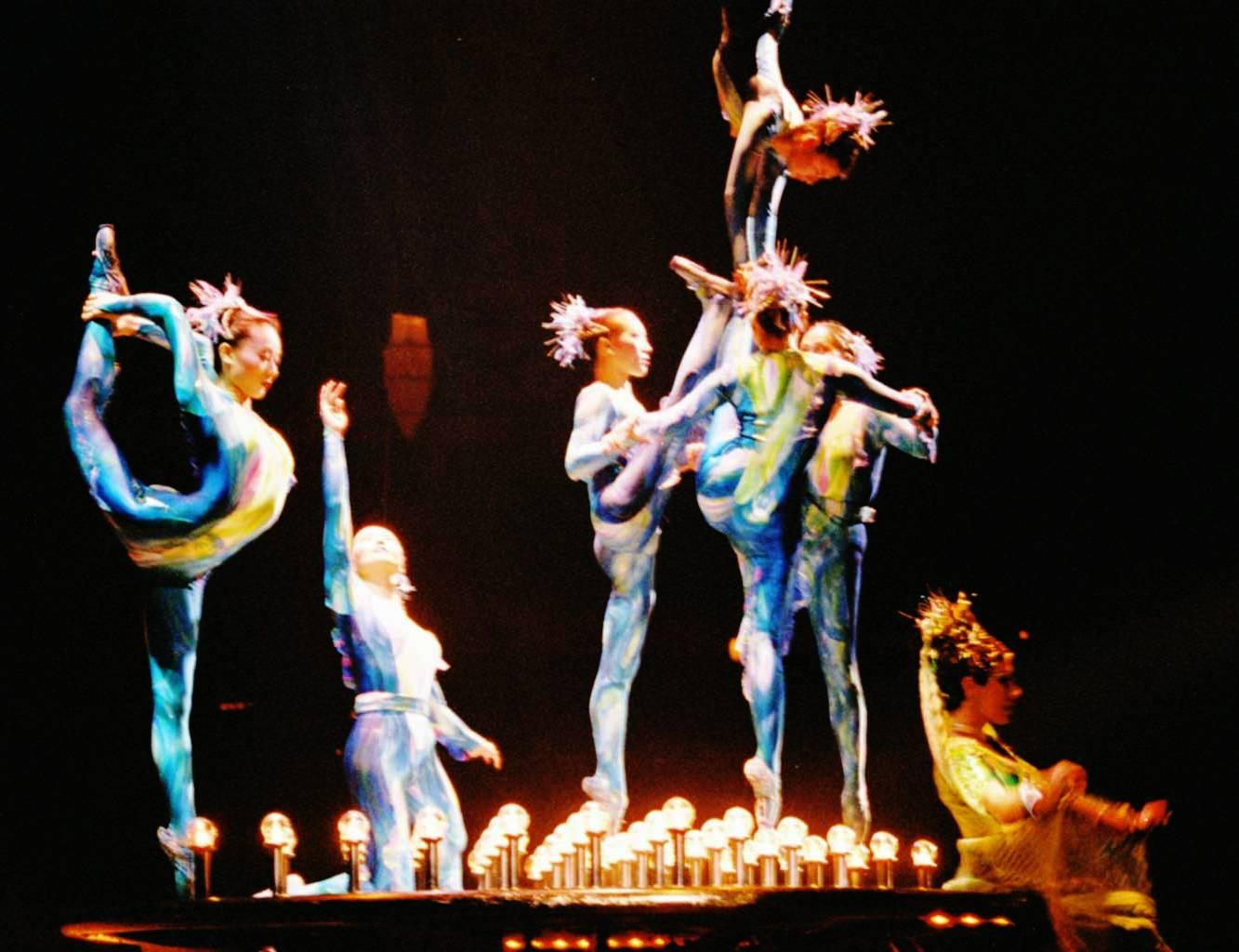
Ato balet on light de Dralion em Viena.

Dralion foi um espetáculo do Cirque du Soleil que ficou em excursão pelo mundo por 16 anos(1999-2015). Seu mais recente tour ocorreu no Canadá. Seu tema é o conflito entre o ocidente e o oriente. O nome combina dois caracteres populares no mundo oriental:  o dragão representando o oriente, e o leão, representando o ocidente.
Dralion excursionou pelo Japão até Junho de 2008. Eles então viajaram em direção a Austrália parando em Sydney, Canberra, Brisbane, Perth e Melbourne. As performances começaram em Sydney em Julho de 2008 sobre o Grand Chapiteau. Foi convertido para o formato de arena em 2011,o quarto show móvel do Cirque du Soleil convertido nesse formato(depois de Saltimbanco,Alegría e Quidam,seguido por Varekai e Ovo).
Seu último show foi em Anchorage,no dia 19 de Janeiro de 2015.

## Criadores
- Guy Laliberté - Fundador e Chefe Executivo do Cirque du Soleil
- Stéphane Roy - Cenário
- Luc Lafortune - Luz
- Julia Lachance - Coreógrafo
- Guy Desrochers - Som
- Violaine Corradi - Compositor
- Guy Caron - Diretor
- François Barbeau - Fantasias

## Personagens
- Azala (ar)

Azala é a Deusa do ar. Ela é a responsável pelo sol e a guardiã da imortalidade. Como Azala voa pelo mundo de Dralion, ela assiste tudo por cima do céu e protege todos aqueles que vão para lá e que estão vestidos de azul.
- Gaya (Terra)

Gaya é a Deusa da Terra. Ela possuí dentro de si o calor humano (fogo) e o frescor, vitalidade de vide (água).
- Oceano (água)

Oceano é a Deusa da Água. Com sua dança exótica, ela tem o poder de controlar todas as águas do mundo. Ela é delicada e sensual em um mundo de verde.
- Yao (fogo)

O guia para os demônios de fogo, ele comanda o ritmo do show. Ele simboliza tanto o bem quanto o mal. Ele enxerga a vida em vermelho vivo.
- Os Vozes (A força do Âme)

As vozes de Dralion cantam em línguas inventadas na qual apenas o Cirque du Soleil detêm a chave. Seus misteriosos ecos acentuados vagam pelo tempo: as forças do Âme simbolizam a última harmonia entre os quatro elementos.
- Dralions

Essas excêntricas, e míticas criaturas parecem sair pulando das obscuridades de nossas imaginações.
- Os Palhaços

Tudo é maravilhoso no melhor dos mundos.
- Pequeno Buddha

O Pequeno Buddha é a criança escolhida. Embora ele detenha forças especiais que o irão permitir eventualmente se tornar uma Âme-Força, ele sonha em ser apenas uma criança comum.

## Atos
- Todos os atos são do passado

- Animation
- Single Handbalancing
- Bamboo Poles
- Juggling
- Trampoline
- Duo Trapeze
- Ballet on Lightbulbs
- Aerial Hoops
- Dralions
- Foot Juggling
- Spirits
- Aerial Pas De Deux
- Hoop Diving
- Skipping Ropes
- Final

Atos Extintos
- Contortion with Bowls
- Les Voila!

## Música
As músicas são uma fusão de sons do Oriente e Ocidente acústico e eletrônico, com modificações quanto ao rítmo. As influências variam de melodias Indianas à sons da Andalusia, África, Europa Central, e do Oriente. Os instrumentos utilizados no CD são bateria, violino, cordas, teclado, guitarra e intruções percussionistas.
Abaixo as faixas da trilha sonora do espetáculo, na ordem em que elas aparecem no CD. Depois do título de cada faixa está o nome da performance em que as músicas pertencem.
1. Stella Errans (Single Hand-balancing)
2. Ombra (Foot Juggling / Contortion with Bowls, acts in rolation)
3. Spiritual Spiral (Interlude)
4. Miracula Æternitatis (Spirits)
5. Bamboo (Bamboo Poles)
6. Ballare (Aerial pas de deux)
7. Ravendhi (Teeter-board)
8. Ninkou Latora (Double Trapeze)
9. Aborigenes Jam (Hoop Diving)
10. Hinkò (Ballet on Lightbulbs)
11. Kamandé (Skipping Rope)

Música por Violaine Corradi.

## Ligações Externas
- Informações sobre o show no site do Circo de Soleil (em inglês)